# Victor Fleming
Victor Lonzo Fleming (La Cañada, 23 februari 1889 – Cottonwood, 6 januari 1949) was een Amerikaans filmregisseur.

## Levensloop
In 1919 regisseerde Fleming samen met D. W. Griffith zijn eerste film. In de tijd van de stomme film maakte hij vaak actiefilms. In veel van die films speelde Douglas Fairbanks mee. Door zijn regie sleepte Vivien Leigh een Oscar binnen en Ingrid Bergman werd genomineerd. In 1932 ging hij werken bij MGM en in 1939 kreeg hij zijn doorbraak met de twee films Gone with the Wind en The Wizard of Oz. Vlak voor zijn dood verloren zijn films aan populariteit. Hij stierf in 1949 aan een hartaanval.

## Filmografie
Speelfilms:
- 1919: When the Clouds Roll By
- 1920: The Mollycoddle
- 1921: Mama's Affair
- 1921: Woman's Place
- 1922: The Lane That Had No Turning
- 1922: Red Hot Romance
- 1922: Anna Ascends
- 1923: Dark Secrets
- 1923: Law of the Lawless
- 1923: To the Last Man
- 1923: The Call of the Canyon
- 1924: Code of the Sea
- 1924: Empty Hands
- 1925: The Devil's Cargo
- 1925: Adventure
- 1925: A Son of His Father
- 1925: Lord Jim
- 1926: The Blind Goddess
- 1926: Mantrap
- 1927: The Way of All Flesh
- 1927: Hula
- 1927: The Rough Riders
- 1928: Abie's Irish Rose
- 1928: The Awakening
- 1929: The Wolf Song
- 1929: The Virginian
- 1930: Common Clay
- 1930: Renegades
- 1932: The Wet Parade
- 1932: Red Dust
- 1933: The White Sister
- 1933: Bombshell
- 1934: Treasure Island
- 1935: Reckless
- 1935: The Farmer Takes a Wife
- 1937: Captains Courageous
- 1938: Test Pilot
- 1939: The Wizard of Oz
- 1939: Gone with the Wind
- 1941: Dr. Jekyll and Mr. Hyde
- 1942: Tortilla Flat
- 1943: A Guy Named Joe
- 1945: Adventure
- 1948: Joan of Arc

Documentaire's:
- 1931: Around the World in 80 Minutes with Douglas Fairbanks